# International Aeronautical and Maritime Search and Rescue Manual
Das International Aeronautical and Maritime Search and Rescue (IAMSAR) Manual ist eine Anleitung für das Vorgehen bei der Suche und Rettung.
Es wird von zwei UN-Sonderorganisationen, der International Civil Aviation Organization (ICAO) und  der International Maritime Organization (IMO), gemeinsam herausgegeben. Das IAMSAR Manual enthält Richtlinien für das Vorgehen bei Suche und Rettung, sowohl für die Luftfahrt als auch für die Seefahrt. Die Implementierung eines gemeinsamen Manuals soll eine reibungslose Zusammenarbeit der beiden Bereiche sicherstellen. Das ist notwendig, da bei sehr vielen Schiffsunfällen und vielen Flugunfällen sowohl Schiffe als auch Luftfahrzeuge an den Such- und Rettungseinsätzen beteiligt sind.
Das IAMSAR Manual besteht aus drei Bänden, die als Loseblattsammlung herausgegeben werden. Der erste Band, „Organization and Management“, behandelt globale, nationale und regionale SAR-Konzepte und die nachbarstaatliche Zusammenarbeit mit dem Ziel, effektive und ökonomische SAR-Systeme zu schaffen. Er richtet sich vornehmlich an die zuständigen staatlichen Stellen.
Der zweite Band, „Mission Co-ordination“, gibt Unterstützung bei der Planung und Durchführung von SAR-Einsätzen und -Übungen. Zielgruppe sind Organisationen des Katastrophenschutzes und die nationalen MRCC.
Band drei, „Mobile Facilities“, muss von allen Fahrzeugen, die Suche- oder Rettungsaufgaben übernehmen können, an Bord mitgeführt werden. Das schließt alle Handelsschiffe ein, da diese im Notfall in der Lage sein müssen, SAR-Operationen durchzuführen und als On-Scene Coordinator zu koordinieren. Band drei beschreibt detailliert Kommunikation, Organisation und Suchverfahren vor Ort.